# Cleopatra de Jerusalén

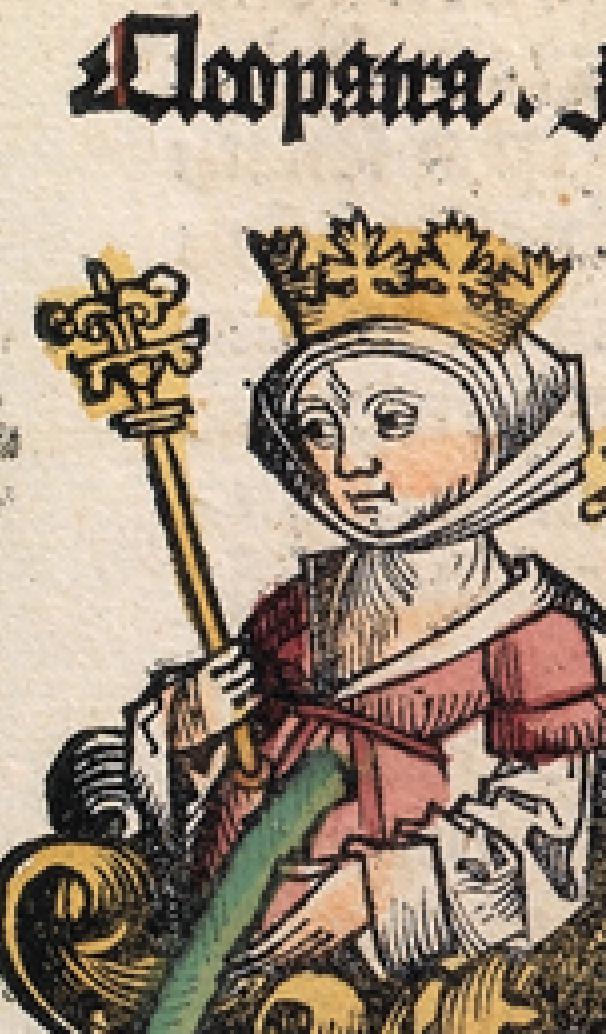
Cleopatra de Jerusalén, en la Crónica de Núremberg de 1493

Cleopatra de Jerusalén fue una mujer que vivió en el siglo I a. C. durante el Imperio Romano. Fue la quinta esposa del rey de Judea, Herodes el Grande.

## Biografía
Existe la posibilidad de que Cleopatra fuera hija de un noble local de Jerusalén. Nació y creció en la ciudad y podría haber sido de orígenes judío o edomita-fenicia. Cleopatra fue llamada Cleopatra de Jerusalén, para distinguirla de la reina griega ptolemaica Cleopatra VII de Egipto.
Josefo menciona a "Cleopatra de Jerusalén" dos veces: una en Antigüedades judías 17.1.3 y otra en su obra La guerra judía 1.28.4. Cleopatra de Jerusalén no estaba emparentada con la dinastía asmonea. Se había casado con el rey Herodes el Grande en el año 25 a. C. Herodes posiblemente se casó con ella como parte de una alianza política.
Cleopatra tuvo dos hijos con Herodes que fueron:
- Herodes (n. 24 a. C./23 a. C.), del que se sabe muy poco.
- Herodes Filipo II (n. 22 a. C./21 a. C. – 34)[3] quien más tarde se convirtió en el Tetrarca de Iturea y Traconítide.

Los hijos de Cleopatra con Herodes fueron criados y educados en Roma. Tras la muerte de su marido en el año 4 a. C., su segundo hijo heredó parte del dominio de su padre y gobernó como  rey cliente romano hasta su muerte en el año 34. Cleopatra se convirtió en suegra de la esposa y sobrina de Filipo  Salomé. Filipo y Salomé no tuvieron hijos.